# Jacques Lalande (peintre)
Pour les articles homonymes, voir Lalande et Jacques Lalande.
Jacques Lalande, né le 14 décembre 1921 à Châteaurenard (Bouches-du-Rhône) et mort le 8 mars 2003 à Port-Marly (Yvelines) est un peintre figuratif, de l'École française. Il peint des enfants et des paysages.

## Biographie
Jacques Lalande a étudié à l’École des Beaux-arts de Montpellier, puis à l’École des Beaux-arts de Paris. En 1946 et 1947, il commence à exposer dans l'atelier Jean Souverbie.
Dans les années 1950, ses œuvres sont exposées dans toutes les grandes villes de France. À partir de 1959, les expositions se succèdent avec succès dans le monde entier, notamment aux États-Unis.
En 1969, il expose à la Galerie Cezanne de Cannes sous la présidence de Valéry Giscard d'Estaing. Deux ans plus tard, en 1971, Lalande se voit décerner le prix de la Salon des artistes français.
En 1992, ses œuvres figurent au catalogue de l'exposition De Bonnard à Baselitz, à la Bibliothèque nationale de France.
Les motifs centraux de Lalande sont la peinture de paysage et les représentations d'enfants. En outre, il s'est également intéressé au théâtre et au design. À partir des années 1960, il se consacre surtout éà des travaux graphiques.

## Littérature
- E. Benezit, Dictionnaire critique et documentaire des peintres, sculpteurs, dessinateurs et graveurs, Nouv. éd. - Paris: Gründ, 1999